# Parque nacional Río Auburn
Río Auburn es un parque nacional en Queensland (Australia), ubicado a 277 km al noroeste de Brisbane.

## Datos básicos
- Área: 3,9 km²
- Coordenadas: 25°43′18″S 151°03′07″E / -25.72167, 151.05194
- Fecha de Creación: 1964
- Administración: Servicio para la Vida Salvaje de Queensland
- Categoría IUCN: II